# Eja močvarica
Eja močvarica (latinski: Circus aeruginosus) velika je eja, ptica grabljivica, koja nastanjuje Paleoarktičku zonu i Africi.  

## Etimologija
Ime roda Circus potječe od starogrčke riječi kirkosa, a odnosi se na grabljivicu nazvanu zbog svog kružnog leta (starogr. kirkos, "krug"). Druga riječ,aeruginosus, latinski je naziv za "hrđav".

## Opis
Eja močvarica duga je od 43 do 54 cm. Raspon krila iznosi od 115 do 130 cm. Mužjaci su teški od 400 do 650, a ženke do 800 g. Perje mužjaka uglavnom je crvenkasto-smeđe boja sa svjetlijim žućkastim prugama, koje su posebno istaknuti na prsima. Glava i ramena blijede su sivkasto-žućkaste boje. Gornja i donja strana krila izgledaju slično, premda je smeđa na podlozi. Bez obzira na to jesu li sa strane ili odozdo, lmužjaci imaju karakteristično perje smeđe, sive i crne boje.  
Ženka je gotovo u potpunosti smeđe boje koje nalikuje na boju čokolade. Vrh glave, grla i ramena imaju vidljivo svjetliju žućkastu boju; koja može biti jasno razgraničeno i vrlo kontrastna, ili biti više isprano, nalik bojama glave kod mužjaka. No, područje oko očiju ženke uvijek je tamnije, zbog čega se svijetlo oko ističe, dok glava mužjaka u svemu nije vrlo kontrastno obojena, a ženki nedostaje sivi rep. Mladunci su slični ženkama, ali obično imaju manje žute boje, osobito na ramenima. 
Kod perja ove vrste prisutan je melanizma.  

## Rasprostranjenost
Ova vrsta ima široki raspon razmnožavanja od Europe i sjeverozapadne Afrike do srednje Azije i sjevernih dijelova Bliskog Istoka. Prisutna je u gotovo svim zemljama Europe, no izostaje iz planinskih područja Skandinavije. Na Bliskom istoku prisutne su populacija u Turskoj, Iraku i Iranu, dok se u srednjoj Aziji raspon proširuje na istok sve do sjeverozapada Narodne Republike Kine, Mongolije i na Bajkalskom jezeru. 
Većina populacija migrira. Neke jedinke prezimuju u području južne i zapadne Europe, dok druge migriraju u sliv Sahela, Nila i područja Velikih jezera u Africi ili na Arapskom polotoku, Indijski potkontinent i Mjanmaru. Podvrsta harterti tijekom čitave godine prisutna je u Maroku, Alžiru i Tunisu.   
Poput ostalih eja, eje močvarice žive u vlažnim područjima, posebito bogatim običnom trskom (Phragmites australis). Može se susresti i s raznim drugim otvorenim staništima, kao što su poljoprivredna zemljišta i travnjaci, posebno pogranična područja s močvarom. uglavnom živi sama, no ponekad se okuplja u velika jata   
Ona lovi kao obična eja, klizeći nisko nad ravnom otvorenom terenu tijekom potrage za plijenom, s krilima u obliku slova V. 

### Hrana
Hrani se sitnim sisavcima, malim pticama, insektima, gmazovima i žabama.   

### Parenje
Početak sezone parenja varira od sredine ožujka do početka svibnja. Mužjaci često se pare s dvije, a povremeno i s tri ženke. Parne veze obično traju tijekom jedne sezone uzgoja, ali neki parovi ostaju zajedno nekoliko godina. 
U normalnom vremenu ženke nesu tri do osam jaja. Jaja su ovalnog oblika i bijele boje, s plavkastim ili zelenkastim nijansama kada se odmah snesu. Ženka sjedi na jajima 31 – 38 dana, a ptići se izležu nakon 30 – 40 dana.

### Status i zaštita
Broj eja močvarica smanjio se na mnogim područjima između 19. i kraja 20. stoljeća zbog progona, uništavanja staništa i prekomjerne uporabe pesticida. Trenutačno je zaštićena vrsta u mnogim zemljama.  
Eja močvarica još uvijek se bori s brojnim prijetnjama, uključujući lov na ptice koje se kreću kroz msredozemnu regiju. One su osjetljive na uznemiravanje tijekom sezone parenja i podložni su trovanju olovnim hicem. Ipak, prijetnje toj ptici u velikoj mjeri su spriječene i IUCN je dao oznaku vrsti najmanje zabrinjavajućom (LC).